# Edades poéticas
Edades poéticas es el nombre de un libro de poemas publicado por el autor ecuatoriano Jorge Carrera Andrade en el año de 1958. 

## Resumen
Este poemario es una antología cuyo principal valor radica en concentrar varios poemas dedicados a lugares característicos de su país natal: Ecuador. Su obra recoge poemas desde 1922 hasta el año de publicación 1956. La poesía de Carrera Andrade en este momento vuelve a sus orígenes como en sus primeras publicaciones de "Estanque inefable" y dedica obras, ya en su madurez poética a lugares especiales como el "gallo de la catedral" que se encuentra en la plaza grande de la ciudad de Quito, o también al "arco de la reina" que se encuentra en la calle García Moreno. 
Existen grabaciones de Jorge Carrera Andrade leyendo poemas de este libro "Edades poéticas", así como de su otra publicación titulada "Mi vida en poemas". La grabación se realizó en Caracas, Venezuela, en 1961 y se completó en la Biblioteca del Congreso de Estados Unidos en 1970.

## Estructura
El libro consta de los siguientes poemas:
- Tiempo de golondrinas
- El gallo de la catedral
- El arco de la reina
- Paseo de la Alameda
- La torre de la Merced
- Campana de San Blas